# GPT-J
GPT-J és un model de llenguatge d'intel·ligència artificial de codi obert desenvolupat per EleutherAI. Generalment segueix l'arquitectura GPT-2 amb l'única diferència important dels anomenats descodificadors paral·lels: en comptes de col·locar el perceptró multicapa d'avanç després de l'atenció multicapçal emmascarada, es calculen en paral·lel per tal d'aconseguir un rendiment més elevat amb distribució. formació.
GPT-J funciona de manera molt semblant a les versions GPT-3 d'OpenAI de mida similar en diverses tasques de baixada de tir zero i fins i tot pot superar-lo en tasques de generació de codi. La versió més recent, GPT-J-6B és un model d'idioma basat en un conjunt de dades anomenat The Pile. The Pile és un conjunt de dades de modelatge de llenguatge de codi obert de 825 gigabytes que es divideix en 22 conjunts de dades més petits.
GPT-J originalment no funciona com a bot de xat a diferència de ChatGPT, només com a predictor de text. El març de 2023, Databricks va llançar Dolly, un model de seguiment d'instruccions amb llicència d'Apache basat en GPT-J amb un ajustament del conjunt de dades Stanford Alpaca.